# Aivilik
Els Aivilingmiut (o Aivilik) són un poble Inuit que tradicionalment residien al nord de la Badia de Hudson al Canadà prop de Naujaat (Repulse Bay), Chesterfield Inlet, Illa Southampton, i Cap Fullerton. Són descendents de la cultura de Thule i es considera que són un grup meridionaldel Inuit Iglulik. Cap a finals del segle xix migraren cap al sud per treballar en les companyies baleneres estatunidenques de la Badia de Hudson.
Els Aivilingmiut són coneguts pels seus gossos de trineu i la seva cacera de la morsa.